# Capniomyces stellatus
Capniomyces stellatus är en svampart som beskrevs av S.W. Peterson & Lichtw. 1983. Capniomyces stellatus ingår i släktet Capniomyces och familjen Legeriomycetaceae.   Inga underarter finns listade i Catalogue of Life.